# Família salesiana
A Família salesiana é um conjunto de diferentes instituições e movimentos católicos que se propõem a seguir a espiritualidade e a missão propostas por Dom Bosco. Como essa espiritualidade se fundamenta nos escritos de São Francisco de Sales, que propôs a alegria como caminho de santidade, é denominada de salesiana.
Dom Bosco inspirou o início de um vasto movimento de pessoas que trabalham de diversos modos em favor da juventude. A Família Salesiana compreende hoje vinte e oito grupos oficialmente reconhecidos com um total de 402.500 membros. Esses grupos vivem em comunhão recíproca, compartilham o mesmo espírito e continuam a missão iniciada por ele com vocações especificamente distintas.

## Grupos da Família salesiana
| Nome                                                                              | Ano  | Fundador                                        | Reconhecimento |
| --------------------------------------------------------------------------------- | ---- | ----------------------------------------------- | -------------- |
| Salesianos de Dom Bosco                                                           | 1859 | Dom Bosco                                       | -              |
| Filhas de Maria Auxiliadora                                                       | 1872 | Dom Bosco e Madre Mazzarello                    | -              |
| Associação Internacional dos Cooperadores Salesianos                              | 1876 | Dom Bosco                                       | -              |
| Instituto Secular das Voluntárias de Dom Bosco                                    | 1917 | Felipe Rinaldi                                  | 1978           |
| Associação dos ex-alunos e ex-alunas de Dom Bosco                                 | 1870 | Carlo Gastini                                   | -              |
| Congregação de São Miguel Arcanjo                                                 | 1921 | Beato Bronislao Markiewicz                      | 2000           |
| Filhas dos Sagrados Corações de Jesus e Maria                                     | 1905 | Luis Variara                                    | 1981           |
| Irmãs catequistas de Maria Imaculada                                              | 1948 | Louis La Ravoire Morrow                         | 1992           |
| Salesianas Oblatas do Sagrado Coração de Jesus                                    | 1933 | Giuseppe Cognata                                | 1983           |
| Apóstolas da Sagrada Família                                                      | 1889 | Giuseppe Guarino                                | 1984           |
| Irmãs Servas do Coração Imaculado de Maria                                        | 1937 | Gaetano Pasotti                                 | 1987           |
| Irmãs da Caridade de Jesus (Miyazaki)                                             | 1937 | Antonio Cavoli                                  | 1986           |
| Irmãs Missionárias de Maria Auxílio dos cristãos                                  | 1942 | Stefano Ferrando                                | 1986           |
| Associação Internacional de Ex-Alunas e Ex-Alunos das Filhas de Maria Auxiliadora | 1908 | Felipe Rinaldi                                  | 1988           |
| Irmãs de Jesus Adolescente                                                        | 1938 | Vicente Priante                                 | 1988           |
| Associação Damas Salesianas                                                       | 1968 | Miguel González                                 | 1988           |
| Associação de Maria Auxiliadora                                                   | 1869 | Dom Bosco                                       | 1989           |
| Voluntários com Dom Bosco                                                         | 1994 | Egidio Viganó                                   | 1994           |
| Filhas da Realeza de Maria Imaculada                                              | 1954 | Carlo della Torre                               | 1996           |
| Testemunhas do Ressuscitado                                                       | 1984 | Sabino Palumbieri                               | 1999           |
| Comunidade da Missão de Dom Bosco                                                 | 1982 | Guido Pedroni                                   | 2010           |
| Filhas do Divino Salvador                                                         | 1956 | Pedro Arnoldo Aparicio                          | 1987           |
| Irmãs de Maria Auxiliadora                                                        | 1976 | P. M. C. Antony                                 | 2009           |
| Congregação de Irmãs da Ressurreição                                              | 1977 | Jorge Puthenpura                                | 2004           |
| Irmãs Anunciadoras do Senhor                                                      | 1931 | Ignazio Canazei                                 | 2005           |
| Irmãs de São Miguel Arcanjo                                                       | 1921 | Beato Bronislao Markiewicz e Madre Anna Kaworek | 2009           |
| Instituto Secular Dom Bosco (Discípulos)                                          | 1973 | Joseph D'Souza                                  | 2009           |
| Canção Nova                                                                       | 1978 | Mons. Jonas Abib                                | 2009           |
| Movimento Auxilia                                                                 | 2010 | Felipe Bastos e Emilly Kedma                    |                |